# 永野毅
永野 毅（ながの つよし、1952年（昭和27年）11月9日 - ）は、日本の実業家。東京海上日動火災保険相談役。元東京海上ホールディングス（HD）取締役会長。

## 経歴
- 1952年 - 高知県生まれ。
- 1968年 - 高知学芸中学校卒業。
- 1971年 -  慶應義塾高等学校卒業。
- 1975年 - 慶應義塾大学商学部卒業。在学中、體育會水泳部葉山部門（遠泳）主将、小泉信三体育賞受賞[1]。
  - 同年4月 - 東京海上火災保険入社。
- 1988年 - ロサンゼルス駐在員。
- 2003年 - 執行役員。
- 2006年 - 常務。
- 2010年 - 専務。
- 2012年 - 副社長。
- 2013年 - 社長。
- 2019年 - 東京海上ホールディングス株式会社取締役会長、セイコーホールディングス株式会社社外取締役。
- 2022年 - 一般社団法人日本経済団体連合会副会長、東海旅客鉄道株式会社社外取締役。
- 2025年 - 東京海上ホールディングス株式会社取締役会長退任。東京海上日動火災保険相談役就任。